# Jefferson Hotel (Richmond, Virginia)
El Jefferson Hotel es un hotel de lujo en Richmond, Virginia, Estados Unidos, inaugurado en 1895. En 1969 se incluyó en el Registro Nacional de Lugares Históricos.
Es miembro de Historic Hotels of America, el programa oficial del National Trust for Historic Preservation. En el lugar se encuentra "Lemaire", un restaurante que lleva el nombre de Etienne Lemaire, quien se desempeñó como maitre d'hotel de Thomas Jefferson desde 1794 hasta el final de su presidencia.

## Historia
El magnate del tabaco Lewis Ginter planeó el desarrollo del hotel como una propiedad de primer nivel en la ciudad de Richmond. Fue diseñado en el estilo barroco español por Carrère y Hastings, destacados arquitectos nacionales con sede en la ciudad de Nueva York que más tarde diseñaron la Biblioteca Pública de Nueva York. La construcción comenzó en 1892 y abrió sus puertas el 31 de octubre de 1895. Después de que un incendio destruyese su interior en 1901, tuvo una larga restauración, reabriendo en 1907. Ha recibido restauraciones y actualizaciones de sistemas a través de los años.
Los patrocinadores han incluido trece presidentes, escritores y celebridades de los Estados Unidos, incluidos Henry James, Charles Lindbergh, The Rolling Stones, Dolly Parton, Elvis Presley y Anthony Hopkins. 
En 1901, hubo un incendio de alambre que destruyó las tres quintas partes. No hubo víctimas; sin embargo, la estatua de Thomas Jefferson casi fue destruida. El escultor y el equipo empujaron la estatua sobre un colchón y la pusieron a salvo. Durante el proceso de rescate, la cabeza se rompió. Finalmente, la escultura fue reparada. En marzo de 1944 se produjo otro incendio. Seis personas murieron durante el incendio.
En el vestíbulo de facturación, conocido como Palm Court, quedan nueve vidrieras originales de Tiffany con el monograma del hotel. Las tres vidrieras sobre la recepción y la cúpula de vidrieras son reproducciones.

### Caimanes en el vestíbulo
En su autobiografía The Moon's a Balloon (1972), el actor ganador del Premio de la Academia David Niven describió un viaje de Nueva York a Florida a fines de la década de 1930, durante el cual decidió pasar la noche en el hotel Jefferson. Niven dijo que, mientras firmaba el registro de invitados en el vestíbulo, sus ojos se abrieron con asombro cuando notó un caimán de tamaño natural nadando en una pequeña piscina ubicada a seis pies del mostrador de recepción. Los caimanes del Jefferson se hicieron mundialmente famosos. El viejo Pompey, el último caimán que vivió en las piscinas de mármol del Jefferson's Palm Court, sobrevivió hasta 1948. Las estatuas de bronce de los caimanes ahora decoran el hotel. Su restaurante, Lemaire, tiene un tema de motivos de caimanes.

## En la cultura
El hotel y su restaurante se utilizaron para filmar escenas interiores de la película estadounidense de 1981 My Dinner with Andre, con Wallace Shawn y Andre Gregory.

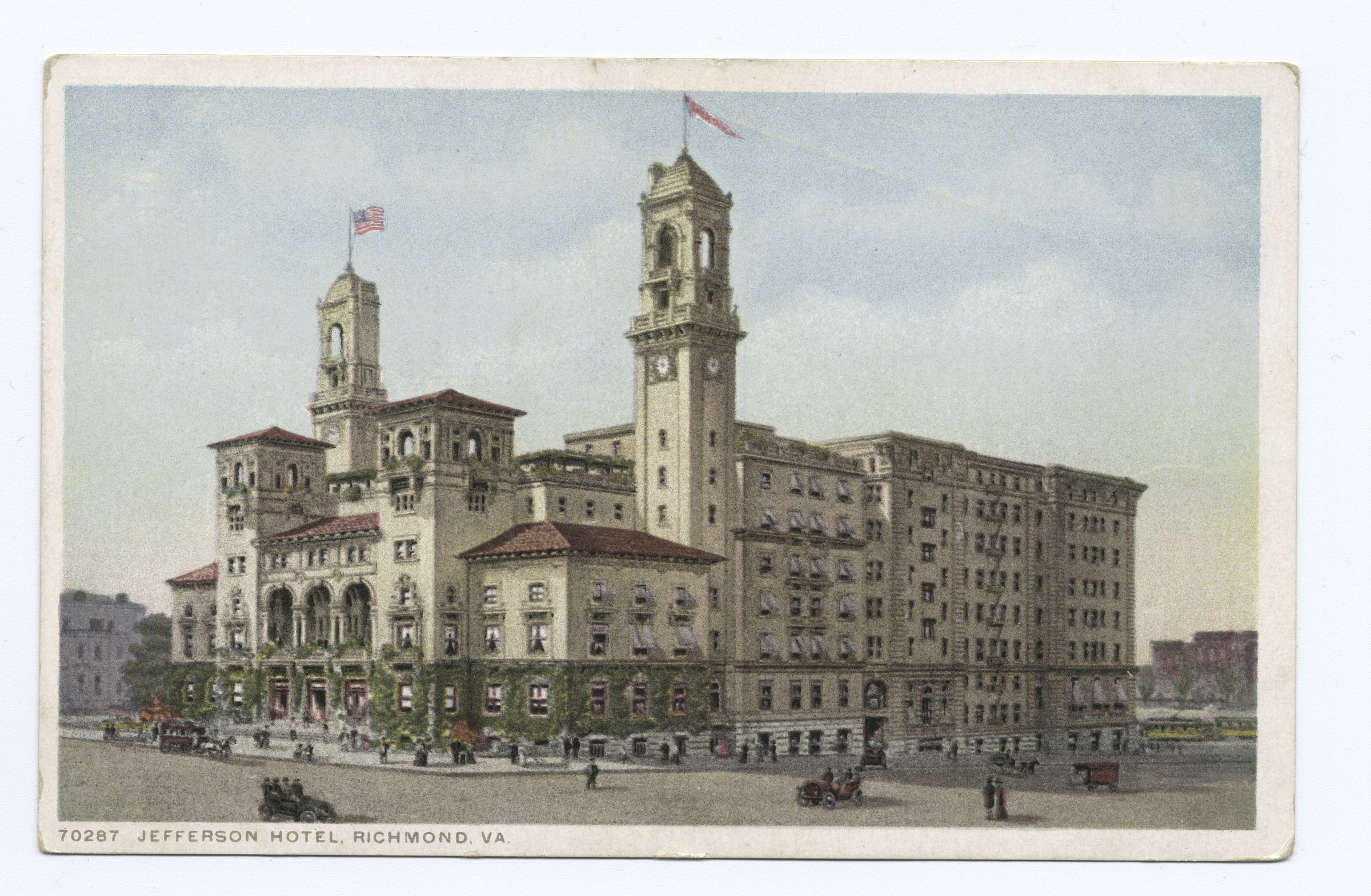
Hotel Jefferson, principios del.

## Otras lecturas
- The Jefferson, Richmond, Virginia, Baltimore: Press of A. Hoen & Co., c. 1890s. (Promotional brochure)
- Herbert, Paul N. (2012). The Jefferson Hotel: The History of a Richmond Landmark. The History Press.